# エルサ・モランテ
エルサ・モランテ（Elsa Morante, 1912年8月18日 - 1985年11月25日）は、イタリアの小説家。

## 略歴
1912年、イタリアのローマに生まれる。幼いころから童話や詩などの創作を始め、1937年、評論家デベネデッティの紹介で雑誌に短編を寄稿した。
1941年、作家アルベルト・モラヴィアと結婚。同年、短編集『秘密の遊び』を出版。

## 受賞歴
- ヴィアレッジョ賞（1948年）（『嘘と魔法』に対して）
- ストレーガ賞（1957年)（L'isola di Arturo(『アルトゥーロの島』)に対して）
- メディシス賞外国小説部門（1984年）（Aracoeliに対して）

## 作品
- Il gioco segreto (The Secret Game 1941)
- Menzogna e sortilegio (House Of Liars 1948)
- アルトゥーロの島 (L'isola di Arturo 1957)
- Le straordinarie avventure di Caterina (1959)
- アンダルシアの肩かけ (Lo scialle andaluso 1963)
- イーダの長い夜 ― ラ・ストーリア (La storia 1974)
- Aracoeli (1982)
- Pro e contro la bomba atomica (1987) - エッセイ
- Racconti dimenticati (Forgotten Stories 2002) - 短編集

## 日本語訳された作品
- 『カテリーナのふしぎな旅』、安藤美紀夫訳、学習研究社、1966年
- 『禁じられた恋の島』、大久保昭男訳、河出書房、1965年　河出書房新社、1980年
- 『イーダの長い夜 〈上・下〉　ラ・ストーリア』、千種堅訳、集英社、1983年
- 『カテリーナのふしぎなお話』、河島英昭訳、岩波書店、2002年
- 『アンダルシアの肩かけ』
  - 大久保昭男訳、河出書房〈世界文学全集III-18〉、1965年　
  - 北代美和子訳、河出書房新社、2009年
- 『アルトゥーロの島』、中山エツコ訳、河出書房新社、2009年
- 『嘘と魔法 〈上・下〉』、北代美和子訳、河出書房新社「須賀敦子の本棚」、2018年